# Peroxomonosulfate

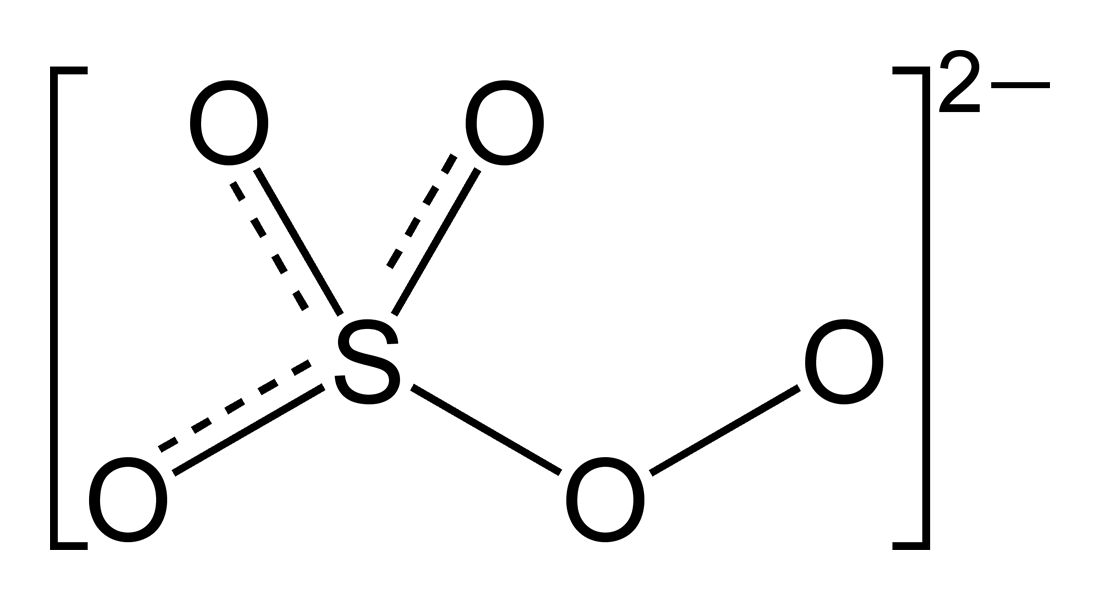
La structure de l'anion peroxomonosulfate.

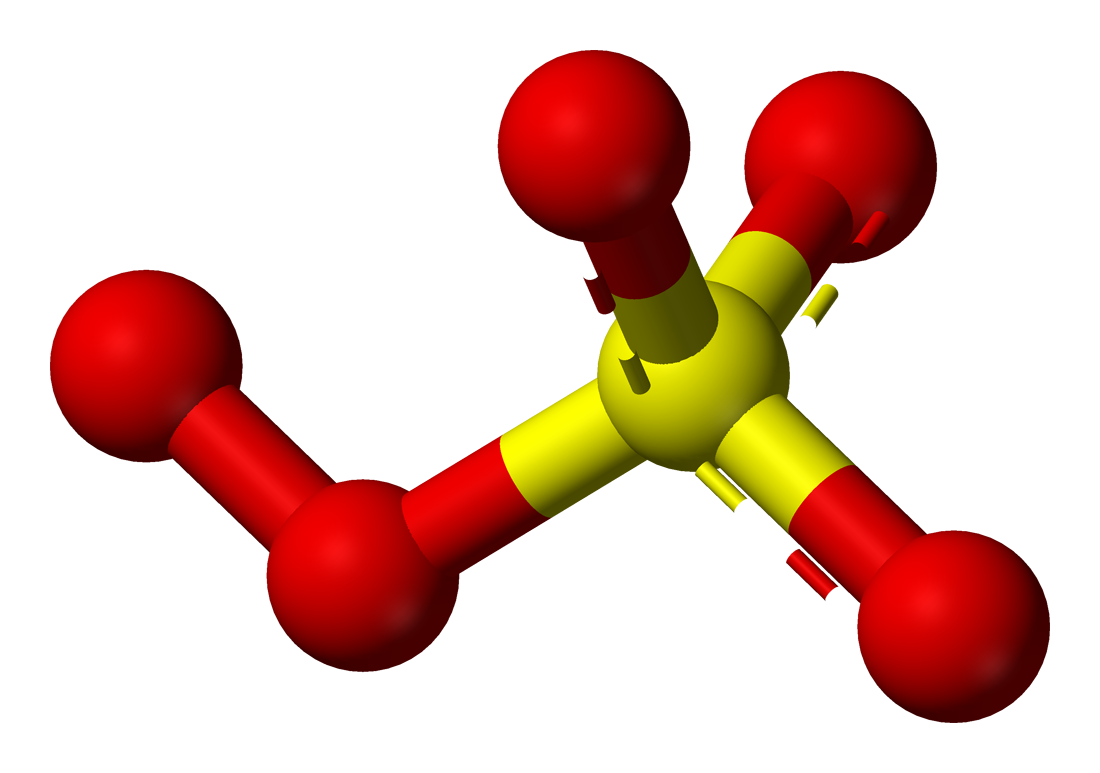
Un modèle boule-bâtonnet de l'anion peroxomonosulfate.

L'ion peroxomonosulfate SO52−, est un oxoanion de soufre. Il est parfois appelé ion persulfate, mais ce terme n'est pas à privilégier puisqu'il peut aussi désigner l'ion peroxydisulfate.
Il peut parfois être appelé sulfuroperoxoate ou trioxidoperoxidosulfate.